# Dídac Vilà
Dídac Vilà Rosselló, noto anche solo come Dídac (Mataró, 9 giugno 1989), è un ex calciatore spagnolo, di ruolo difensore.

## Carriera

### Club

#### Espanyol
Dopo essere approdato nelle giovanili dell'Espanyol nel 1999 all'età di 10 anni, dalla stagione 2008-2009 Dídac ha iniziato a giocare nella squadra B del club spagnolo, con cui nel 2009 ha vinto il gruppo V della Tercera División conquistando la promozione in Segunda División B dopo lo spareggio contro il Tenerife B. Nel 2008 i tifosi dell'Espanyol lo hanno prelevato dal centro d'allenamento e condotto in sede per firmare il suo primo contratto da professionista. In un anno e mezzo con l'Espanyol B ha collezionato, in totale, 44 presenze e 3 gol.
Il 29 gennaio 2009 ha esordito in prima squadra in Coppa del Re contro il Barcellona, subentrando negli ultimi minuti di gioco a Sergio Sánchez.
A partire dalla seconda metà della stagione 2009-2010 ha iniziato a giocare stabilmente in prima squadra, con cui ha esordito da titolare nella Primera División spagnola il 30 gennaio 2010 contro l'Athletic Bilbao. Nella prima stagione con la società biancoblu ha totalizzato 10 presenze, alle quali se ne sono aggiunte altre 13 in quella seguente.

#### Milan e ritorno in prestito all'Espanyol
Il 28 gennaio 2011 il Milan ha acquistato a titolo definitivo il giocatore, che ha firmato un contratto quadriennale fino al 30 giugno 2015. Il 7 maggio 2011 ha vinto il suo primo scudetto con i rossoneri, grazie allo 0-0 contro la Roma a due giornate dalla fine del campionato. Due settimane più tardi, il 22 maggio seguente, ha esordito con la maglia della società milanese nell'ultima partita di Serie A contro l'Udinese.
L'8 giugno 2011 l'Espanyol ha annunciato il suo ritorno in prestito per la stagione 2011-2012. L'11 gennaio 2012, nella gara di ritorno degli ottavi di finale di Coppa del Re vinta per 4-2 contro il Córdoba, ha segnato il suo primo gol da professionista, realizzando la rete del momentaneo 3-0. Il 22 aprile seguente, nella gara persa per 3-1 in casa dell'Atlético Madrid, ha realizzato la prima rete personale nella Primera División spagnola.

#### Ritorno al Milan e la vicenda Valencia
Terminato il prestito, il terzino spagnolo è tornato al Milan. Il 31 luglio 2012 la squadra rossonera si è accordata con il Valencia per il trasferimento del giocatore in prestito con diritto di riscatto, ma la trattativa è poi saltata a causa del mancato superamento delle visite mediche per una sospetta pubalgia. Confermati i problemi di pubalgia, il 21 agosto seguente si è sottoposto ad un intervento chirurgico che lo costringe a star lontano dai campi di gioco per circa due mesi.

#### Prestiti a Betis ed Eibar
Il 25 luglio 2013 è passato in prestito al Betis, scegliendo di indossare la maglia numero 12. Con la squadra di Siviglia ha esordito nelle competizioni UEFA per club, giocando il 19 settembre 2013 la partita di Europa League 2013-2014 contro il Lione. Sempre nella stessa manifestazione ha segnato il primo gol con la maglia dei biancoverdi grazie alla rete realizzata nei minuti iniziali della partita del 20 febbraio 2014 contro il Rubin Kazan, valevole per l'andata dei sedicesimi di finale e terminata 1-1.
Il 26 agosto 2014 si trasferisce in prestito all'Eibar, squadra neopromossa in Primera División.

#### Trasferimento all'AEK Atene
A fine stagione rimane svincolato e il 7 agosto 2015 firma un contratto triennale con i greci dell'AEK Atene. Con il club greco trova maggiore continuità, divenendo parte della formazione titolare. Nella stagione 2016-2017 ritorna a disputare partite in Europa League contro il club francese del Saint-Étienne. Dopo due stagioni e 73 presenze con il club di Atene rimane svincolato.

#### Secondo ritorno all'Espanyol
Il 30 agosto 2017 viene ufficializzato l'ingaggio del terzino spagnolo da parte dell'Espanyol, club nel quale è cresciuto calcisticamente. L'ex milanista si accorda col club catalano per tre stagioni, tornando così di fatto tra le file della squadra di Barcellona dopo l'esperienza trascorsa tra il 2009 e il 2012.

### Nazionale
Dídac ha fatto parte della nazionale spagnola Under-19 nel 2008 e di quella Under-20 nel 2009, con cui ha vinto i Giochi del Mediterraneo e ha partecipato al Mondiale di categoria del 2009, dove ha disputato una partita della fase a gironi contro il Venezuela.
L'8 febbraio 2011 ha esordito nella nazionale Under-21 in amichevole contro i pari età della Danimarca (2-1), partita nella quale è entrato all'inizio del secondo tempo al posto di Álvaro Domínguez. Con l'Under-21 spagnola ha disputato l'Europeo di categoria del 2011. Nel corso della competizione è sceso in campo da titolare in tutte le 5 partite disputate dalla Spagna, compresa la finale, vinta per 2-0 contro la Svizzera, nella quale è stato autore dell'assist per la prima rete spagnola segnata da Ander Herrera.

## Statistiche

### Presenze e reti nei club
Statistiche aggiornate al 30 giugno 2022.
| Stagione          | Squadra           | Campionato        | Campionato | Campionato | Coppe nazionali | Coppe nazionali | Coppe nazionali | Coppe continentali | Coppe continentali | Coppe continentali | Altre coppe | Altre coppe | Altre coppe | Totale | Totale |
| Stagione          | Squadra           | Comp              | Pres       | Reti       | Comp            | Pres            | Reti            | Comp               | Pres               | Reti               | Comp        | Pres        | Reti        | Pres   | Reti   |
| ----------------- | ----------------- | ----------------- | ---------- | ---------- | --------------- | --------------- | --------------- | ------------------ | ------------------ | ------------------ | ----------- | ----------- | ----------- | ------ | ------ |
| 2008-2009         | Espanyol B        | TD                | 30+1       | 3+0        | CFE             | 3               | 0               | -                  | -                  | -                  | -           | -           | -           | 34     | 3      |
| 2009-2010         | Espanyol B        | SDB               | 10         | 0          | -               | -               | -               | -                  | -                  | -                  | -           | -           | -           | 10     | 0      |
| Totale Espanyol B | Totale Espanyol B | Totale Espanyol B | 40+1       | 3+0        |                 | 3               | 0               |                    | -                  | -                  |             | -           | -           | 44     | 3      |
| 2008-2009         | Espanyol          | PD                | 0          | 0          | CR              | 1               | 0               | -                  | -                  | -                  | -           | -           | -           | 1      | 0      |
| 2009-2010         | Espanyol          | PD                | 11         | 0          | CR              | 0               | 0               | -                  | -                  | -                  | -           | -           | -           | 11     | 0      |
| 2010-gen. 2011    | Espanyol          | PD                | 13         | 0          | CR              | 3               | 0               | -                  | -                  | -                  | -           | -           | -           | 16     | 0      |
| gen.-giu. 2011    | Milan             | A                 | 1          | 0          | CI              | 0               | 0               | UCL                | 0                  | 0                  | -           | -           | -           | 1      | 0      |
| 2011-2012         | Espanyol          | PD                | 37         | 2          | CR              | 5               | 1               | -                  | -                  | -                  | -           | -           | -           | 42     | 3      |
| 2012-2013         | Milan             | A                 | 0          | 0          | CI              | 0               | 0               | UCL                | 0                  | 0                  | -           | -           | -           | 0      | 0      |
| Totale Milan      | Totale Milan      | Totale Milan      | 1          | 0          |                 | 0               | 0               |                    | 0                  | 0                  |             | -           | -           | 1      | 0      |
| 2013-2014         | Betis             | PD                | 12         | 0          | CR              | 2               | 0               | UEL                | 6                  | 1                  | -           | -           | -           | 20     | 1      |
| 2014-2015         | Eibar             | PD                | 15         | 0          | CR              | 0               | 0               | -                  | -                  | -                  | -           | -           | -           | 15     | 0      |
| 2015-2016         | AEK Atene         | SL                | 26         | 0          | KE              | 5               | 0               | -                  | -                  | -                  | -           | -           | -           | 31     | 0      |
| 2016-2017         | AEK Atene         | SL                | 32         | 3          | KE              | 8               | 0               | UEL                | 2                  | 0                  | -           | -           | -           | 42     | 3      |
| Totale AEK Atene  | Totale AEK Atene  | Totale AEK Atene  | 58         | 3          |                 | 13              | 0               |                    | 2                  | 0                  |             | -           | -           | 73     | 3      |
| 2017-2018         | Espanyol          | PD                | 14         | 0          | CR              | 5               | 0               |                    | -                  | -                  | -           | -           | -           | 19     | 0      |
| 2018-2019         | Espanyol          | PD                | 27         | 0          | CR              | 2               | 0               | -                  | -                  | -                  | -           | -           | -           | 29     | 0      |
| 2019-2020         | Espanyol          | PD                | 30         | 0          | CR              | 0               | 0               | UEL                | 11                 | 1                  | -           | -           | -           | 41     | 1      |
| 2020-2021         | Espanyol          | SD                | 19         | 0          | CR              | 3               | 0               | -                  | -                  | -                  | -           | -           | -           | 22     | 0      |
| 2021-2022         | Espanyol          | PD                | 9          | 0          | CR              | 2               | 0               | -                  | -                  | -                  | -           | -           | -           | 11     | 0      |
| Totale Espanyol   | Totale Espanyol   | Totale Espanyol   | 160        | 2          |                 | 21              | 1               |                    | 11                 | 1                  |             | -           | -           | 192    | 4      |
| Totale carriera   | Totale carriera   | Totale carriera   | 272        | 8          |                 | 39              | 1               |                    | 19                 | 2                  |             | -           | -           | 329    | 11     |

## Palmarès

### Club
- Tercera División: 1

Espanyol B: 2008-2009
- Campionato italiano: 1

Milan: 2010-2011
- Coppa di Grecia: 1

AEK Atene: 2015-2016
- Segunda División: 1

Espanyol: 2020-2021

### Nazionale
- Giochi del Mediterraneo: 1

 Pescara 2009
- Campionato d'Europa Under-21: 1

Danimarca 2011